# Les Éditions Cartouche
 (septembre 2024).
Si vous disposez d'ouvrages ou d'articles de référence ou si vous connaissez des sites web de qualité traitant du thème abordé ici, merci de compléter l'article en donnant les références utiles à sa vérifiabilité et en les liant à la section « Notes et références ».
Les Éditions Cartouche ont été une maison d'édition française spécialisée dans la littérature générale, les essais et les récits de voyages. Créée en 2004, à Paris, par Emmanuel Pierrat, la société éponyme fortement déficitaire, a été volontairement dissoute le 24 novembre 2011.

## La maison d'édition
Une des premières motivations de Cartouche a été de proposer aux lecteurs des auteurs et des genres tombés en désuétude, que ce soit dans la réédition de littérature ancienne ou dans la création de guides de voyages.
Au sein de la maison, Emmanuel Pierrat a occupé le poste de directeur éditorial. Parmi les autres acteurs de l'entreprise, on a compté Jérôme Pierrat, ainsi que Marianne Paul-Boncour et Patrick de Sinety, qui ont dirigé l'une des plus importantes collections de la maison, "Voyage au pays des... "

## Catalogue et collections
À travers ses huit collections, Cartouche a présenté environ soixante-dix titres à son catalogue :
- Classiques
- Cartouche idées
- Petite Cartouche
- Voyage au pays des...
- Cartouche-images
- Cartouche-cirque
- Les Modernes
- Les Diaboliques